# Ribatejada
Ribatejada é um município da Espanha na província e comunidade autónoma de Madrid, de área 31,82 km² com população de 540 habitantes (2007) e densidade populacional de 13,18 hab/km².

## Demografia
| Variação demográfica do município entre 1991 e 2004 | Variação demográfica do município entre 1991 e 2004 | Variação demográfica do município entre 1991 e 2004 | Variação demográfica do município entre 1991 e 2004 |
| --------------------------------------------------- | --------------------------------------------------- | --------------------------------------------------- | --------------------------------------------------- |
| 1991                                                | 1996                                                | 2001                                                | 2004                                                |
| 274                                                 | 307                                                 | 373                                                 | 419                                                 |